# Vrhbosna (župa)
Vrhbosna je bila središnja politička župa u ranosrednjovjekovnoj oblasti Bosni. Pripadalo mu je Vrhbosanje (Vrhbosna), današnje Sarajevo. Južno se nalazila politička župa Neretva, istočno Borač, zapadno Lepenica, sjeverno Viduša, a dalje su bile Brod i Lašva
Vrhbosna je srednjovjekovna bosanska županija u dolini rijeke Miljacke i sarajevskoj kotlini u srednjoj Bosni. Nalazila se između Lepeničke županije na zapadu, Neretvanske i Komske županije na jugu te Dubravske županije na istoku. Sjedište županije isprva se nalazilo u utvrdi Hodidjed u Bulozima istočno od Sarajeva, a poslije je bilo prebačeno u utvrdu Vrhbosna, koja se nalazila na mjestu današnjega Vratničkoga grada na istočnom ulazu u Sarajevo. U dokumentima se prvi put spominje 1244.; poslije je bila u posjedu velikaške obitelji Pavlovića sve do 1451., kada su ju trajno zaposjeli Osmanlije te organizirali kao samostalni vilajet Hodidjed ili Saraj-ovasi.